# Boune
Boune este o comună rurală din departamentul Goure, regiunea Zinder, Niger, cu o populație de 48.274 de locuitori (2001).